# 後手直拳
在拳击中，後手直拳是一種长距离拳法，攻擊方用距離對手較遠的那個拳頭攻擊對方，而且出擊時轨迹呈直线。攻擊方击打目标一般為對手的头部和腹部。不過由于後手直拳出擊的路线較長，容易被對手發現。後手直拳是拳击、踢拳和综合格斗中最常见的擊倒方法之一。

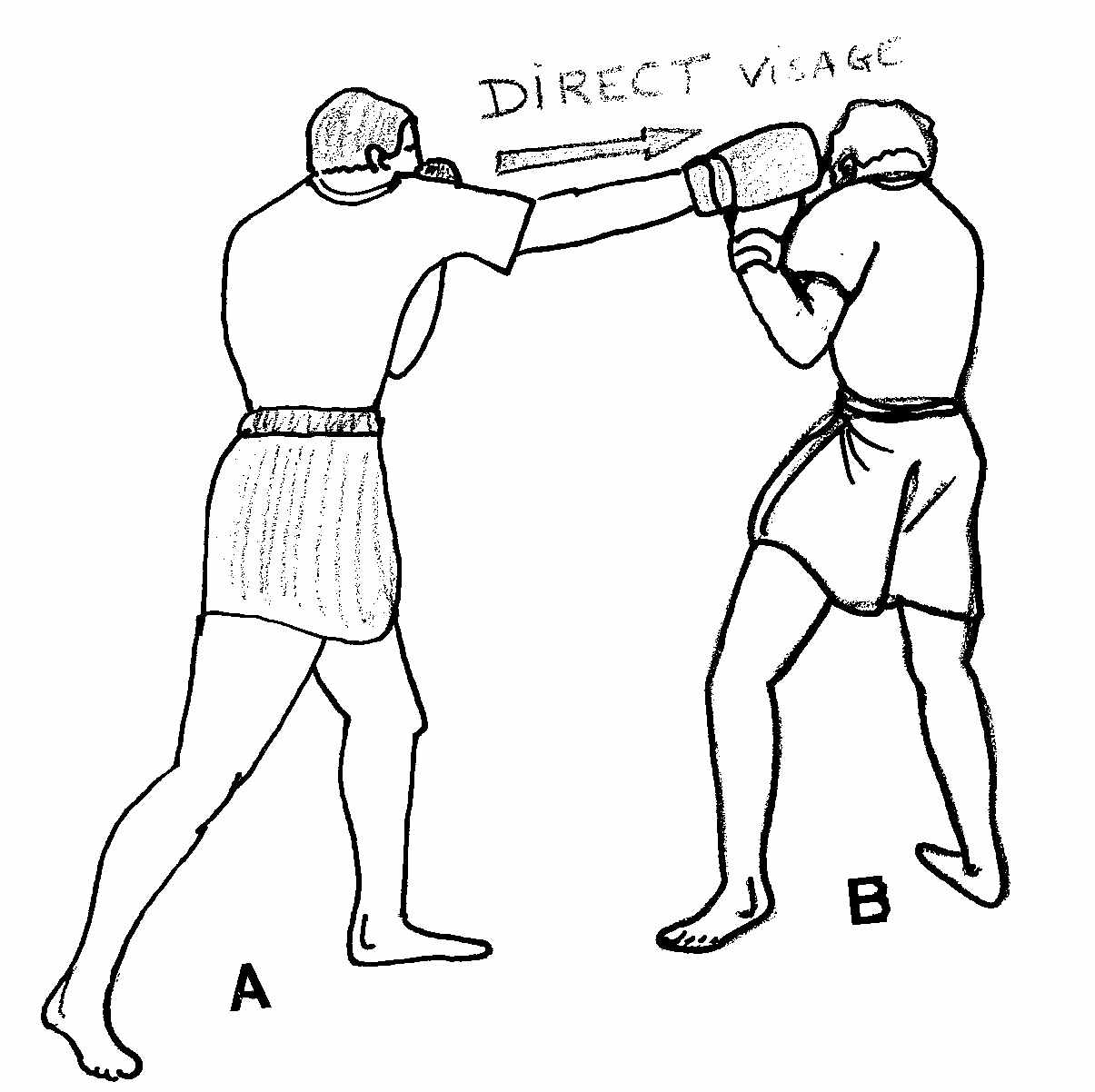
右後手直拳
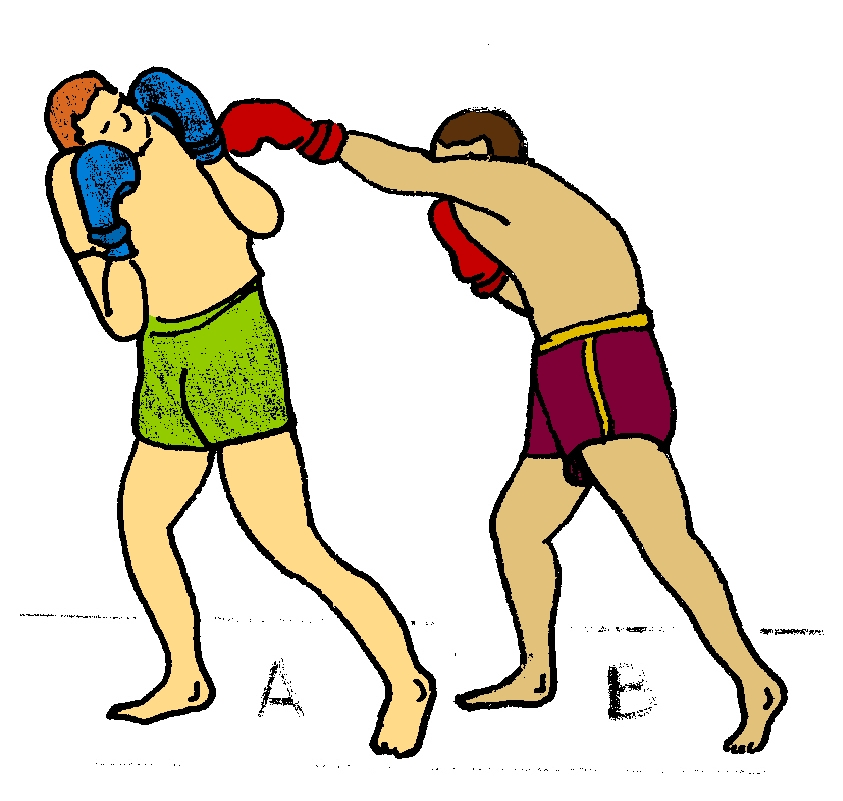
左後手直拳
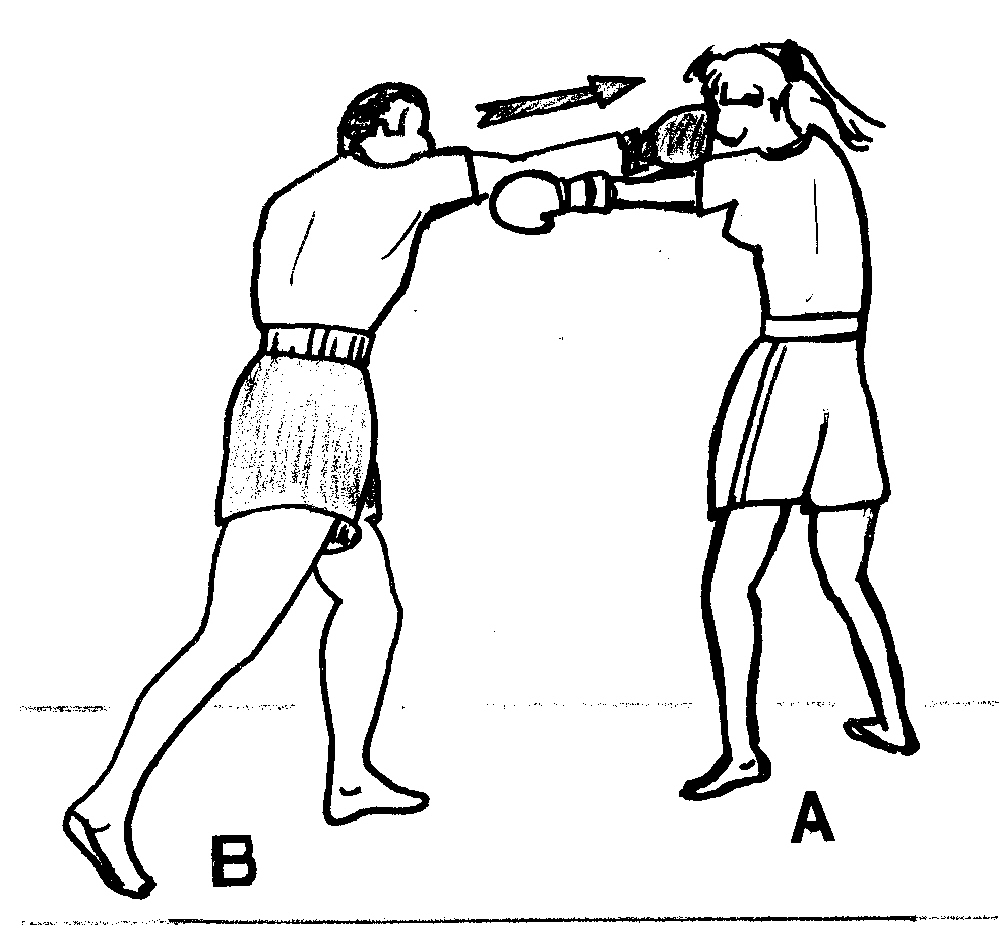